# 1361 Leuschneria
1361 Leuschneria este un asteroid din centura principală, descoperit pe 30 august 1935, de Eugène Delporte.